# Heinrich Hopp
Heinrich Hopp (* 6. Juli 1866 in Kirchheimbolanden; † 9. Dezember 1944 in Altensittenbach) war ein deutscher Politiker (CNBLP).

## Leben und Wirken
Hopp wurde als Sohn eines Landwirts geboren. Nach dem Besuch der Volksschule und des Gymnasiums bis zur Obersekunda wurde Hopp auf dem väterlichen Besitz und auf fremden Gütern praktisch in der Landwirtschaft ausgebildet. Begleitend dazu besuchte er einige Landwirtschaftskurse. Seinen Lebensunterhalt verdiente er in den folgenden Jahren als Verwalter und Inspektor in Norddeutschland.
Politisch engagierte er sich lange Zeit vor allem im bayerischen Landbund, dem er seit 1904 angehörte. 1919 wurde Hopp Redakteur und Hauptschriftleiter des Bundesorgans der Landbundes in Bayern und 1924 wurde er Mitglied des Präsidiums (zeitweise Direktor) der Bayerischen Sektion des Landbundes, in dem er außerdem als Steuersachverständiger auftrat.
Bei der Reichstagswahl vom September 1930 wurde Hopp als Kandidat der Christlich-Nationalen Bauern- und Landvolkpartei (CNBLP) für den Wahlkreis 26 (Franken) in den Reichstag gewählt, dem er bis zu der Wahl vom Juli 1932 angehörte. Außerdem war er Mitglied des oberfränkischen Kreistages und des Kreisausschusses, der Steuerausschüsse der Bayerischen Landesbauernkammer und der Oberfränkischen Kreisbauernkammer sowie des Verwaltungsrates der Bayerischen Landesbuchstelle. 
Daneben tat sich Hopp durch einige Veröffentlichungen hervor: 1912 gab er eine Schrift über landwirtschaftliche Steuerbuchführung heraus. 1919, 1922 und 1925 veröffentlichte er Broschüren über die Besteuerung in der Landwirtschaft.

## Schriften
- Die neuen Steuergesetze nebst den Aufwertungsgesetzen, 1925.